# 富士 (列車)

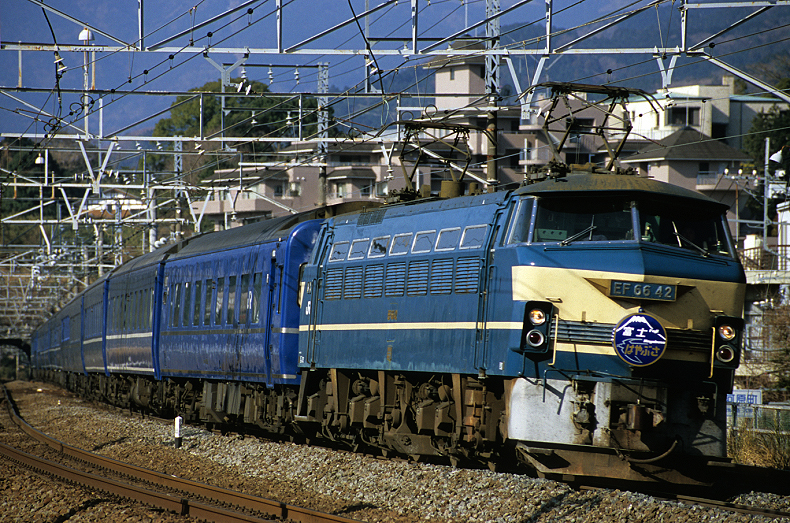
「はやぶさ」との併結運転

富士（ふじ）は、九州旅客鉄道（JR九州）、西日本旅客鉄道（JR西日本）、東日本旅客鉄道（JR東日本）、東海旅客鉄道（JR東海）が東京駅 - 大分駅間を東海道本線・山陽本線・日豊本線経由で、2009年3月14日のダイヤ改正まで運行していた寝台特急列車（ブルートレイン）である。なお、同日のダイヤ改正で併結する「はやぶさ」とともに廃止された。
なお本項では、「富士」としての名称の沿革と、東京と九州東部を日豊本線経由で運行されていた夜行列車の沿革についても記述する。

## 概要
1964年10月1日に東京 - 大分間で運行を開始した。翌年10月には日豊本線経由で西鹿児島駅（現・鹿児島中央駅）まで延長し、東京 - 西鹿児島間1,574.2kmを24時間以上かけて運行する日本最長運転の定期旅客列車となった。
1980年10月には運行区間を宮崎駅までに短縮、1990年3月には南宮崎駅までに変更されたが、利用者の減少が続き、1997年11月には大分駅まで短縮された。2005年3月には東京 - 門司間で「はやぶさ」との併結運転を開始したが、運行後期は乗車率が低迷し JR九州によると2007年度の平均乗車率は約20%（1989年時点と比べ約4分の1）、1日の平均利用者は百数十人にまで減少し、2009年3月14日に「はやぶさ」とともに廃止された。

### 列車名の由来

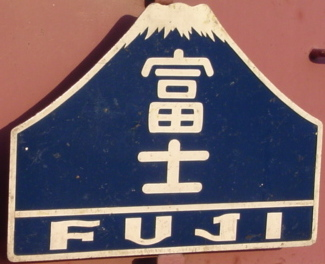
「富士」ヘッドマーク

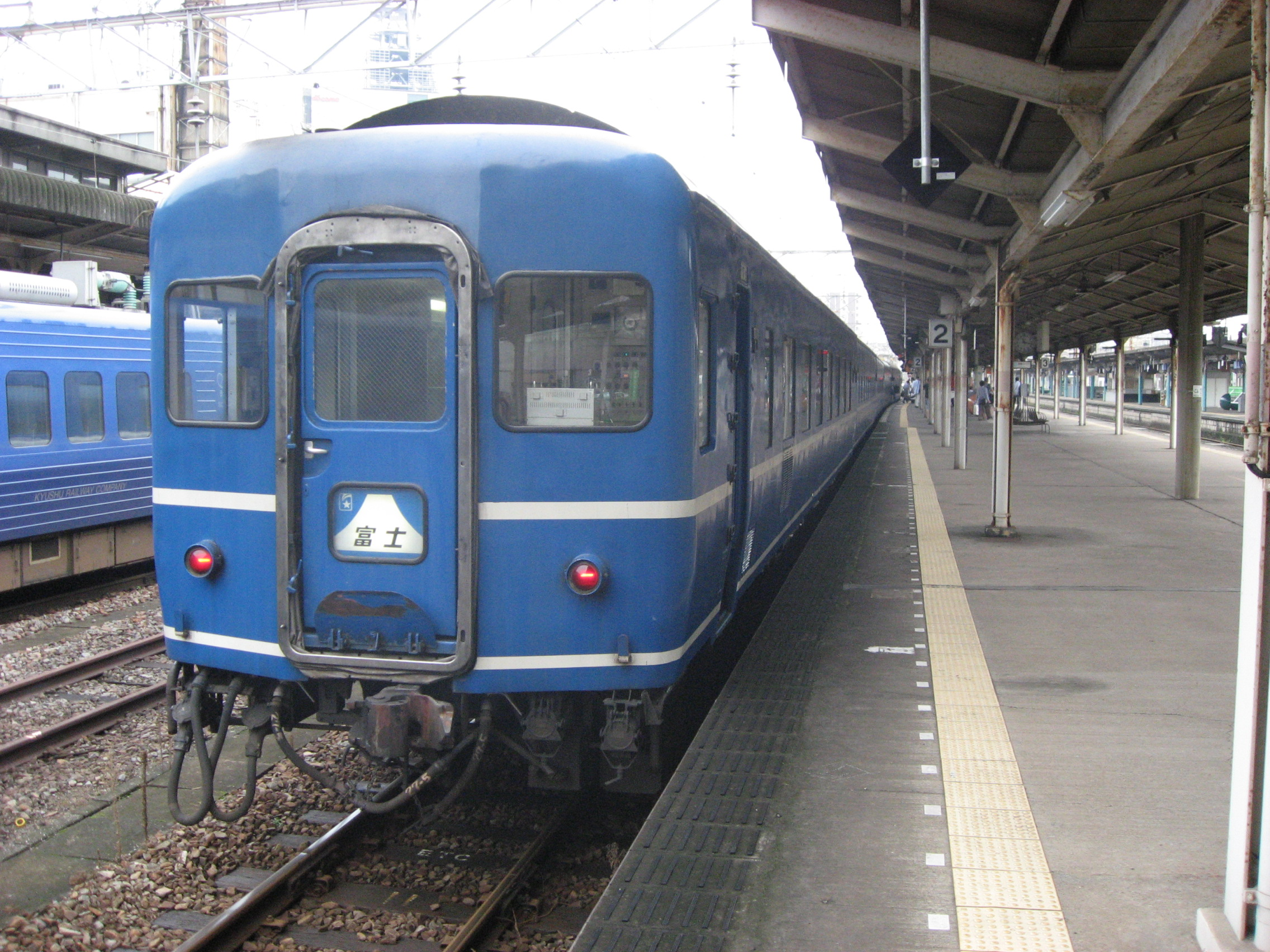
客車の最後尾とテールマーク

列車名の由来は日本を代表する富士山とされるが、1929年（昭和4年）9月に鉄道省が公募により初めて列車愛称を命名したもので、「日本最古の列車愛称」でもある。
「富士」の愛称は、戦後に復活して以来、1964年10月1日国鉄ダイヤ改正まで四国連絡を含む東海道本線の電車特急で使用されていた。

## 廃止直前の運行概況
列車番号は下りが 1、上りが 2 として全区間運行された。

### 停車駅
東京駅 - 横浜駅 - 熱海駅 - 沼津駅 - 富士駅 - 静岡駅 - 浜松駅 - （豊橋駅） - 名古屋駅 - （岐阜駅） - （京都駅） - （大阪駅） - ［岡山駅］ - ［福山駅］ - ［尾道駅］ - 広島駅 - 岩国駅 - 柳井駅 - 下松駅 - 徳山駅 - 防府駅 - 新山口駅 - 宇部駅 - 下関駅 - 門司駅 - 小倉駅 - 行橋駅 - 中津駅 - 宇佐駅 - 別府駅 - 大分駅「1980年9月31日まで大分駅-佐伯駅-延岡駅-日向市駅-宮崎駅-都城駅-霧島神宮駅-隼人駅-鹿児島駅-西鹿児島駅」「1997年11月29日まで大分駅-佐伯駅-延岡駅-日向市駅-宮崎駅-南宮崎駅」
- （000）は下りのみ停車、［000］は上りのみ停車
- 下りの下松 → 大分間では、乗車券と立席特急券でB寝台に乗車することが可能であった。

このほか、下り列車は米原駅・姫路駅・岡山駅・杵築駅、上り列車は大阪駅・米原駅で運転停車をおこなっていた。なお、上りは中津駅で「ソニック」48号、下りは杵築駅で「ソニック」9号の待避を行っていた。
なお、大幅な遅延などで品川駅止まりとなった場合は小田原駅に臨時停車し、小田原 - 品川間は東海道貨物線経由での運転となり横浜駅は経由しなかった。

### 使用車両・編成
熊本車両センターに所属する14系客車が使用された。
「スハネフ14 (15) 形 - オロネ15形3000番台 - オハネ15形2000番台 - オハネ15形 - オハネ15形 - スハネフ14 (15) 形」1編成を上り「はやぶさ」 → 下り「富士」 → 上り「富士」 → 下り「はやぶさ」とする運用を組み合わせる形で使用されていた。
「富士」「はやぶさ」に使用された14系の製造時の形式は、14系14形が5両（スハネフ14形0番台）、14系15形が9両（スハネフ15形、オハネ15形0番台）、24系24形が1両（オハネフ24形を改造したスハネフ14 101）、24系25形が16両（オロネ15形3000番台、オハネ15形2000番台、オハネ15形1100番台）と20系を除く旧国鉄が設計・製造した寝台特急用客車の全形式にわたった。
このため、銀帯の車両が多数派となっているが、もともと白帯であるスハネフ14形に加え、更新改造時にステンレスによる銀帯を白帯塗装に変更した15形車両も存在するため、帯の色が統一された編成となることはほとんどなかった。運行廃止直前の時点では、スハネフ14形、スハネフ15形の一部、オハネ15形1100番台が白帯、スハネフ15形の一部、オハネ15形0番台、オハネ15形2000番台、オロネ15形3000番台が銀帯となっていた。
牽引機関車は、東京 - 下関間を西日本旅客鉄道（JR西日本）の下関地域鉄道部下関車両管理室に所属していたEF66形電気機関車を使用し、下関 - 門司間ではJR九州の大分鉄道事業部大分車両センターに所属するEF81形電気機関車、門司 - 大分間は同センターに所属するED76形電気機関車が使用されていた。

### 担当乗務員区所
- 車掌
  - 東京 - 下関間…JR西日本下関地域鉄道部下関乗務員センター
  - 下関 - 大分間…JR九州大分鉄道事業部大分車掌センター

- 運転士は各旅客会社が自社区間を担当[9]。

## 沿革

### 寝台特急以前の「富士」

#### 戦前・日本初 特別急行1・2列車「富士」

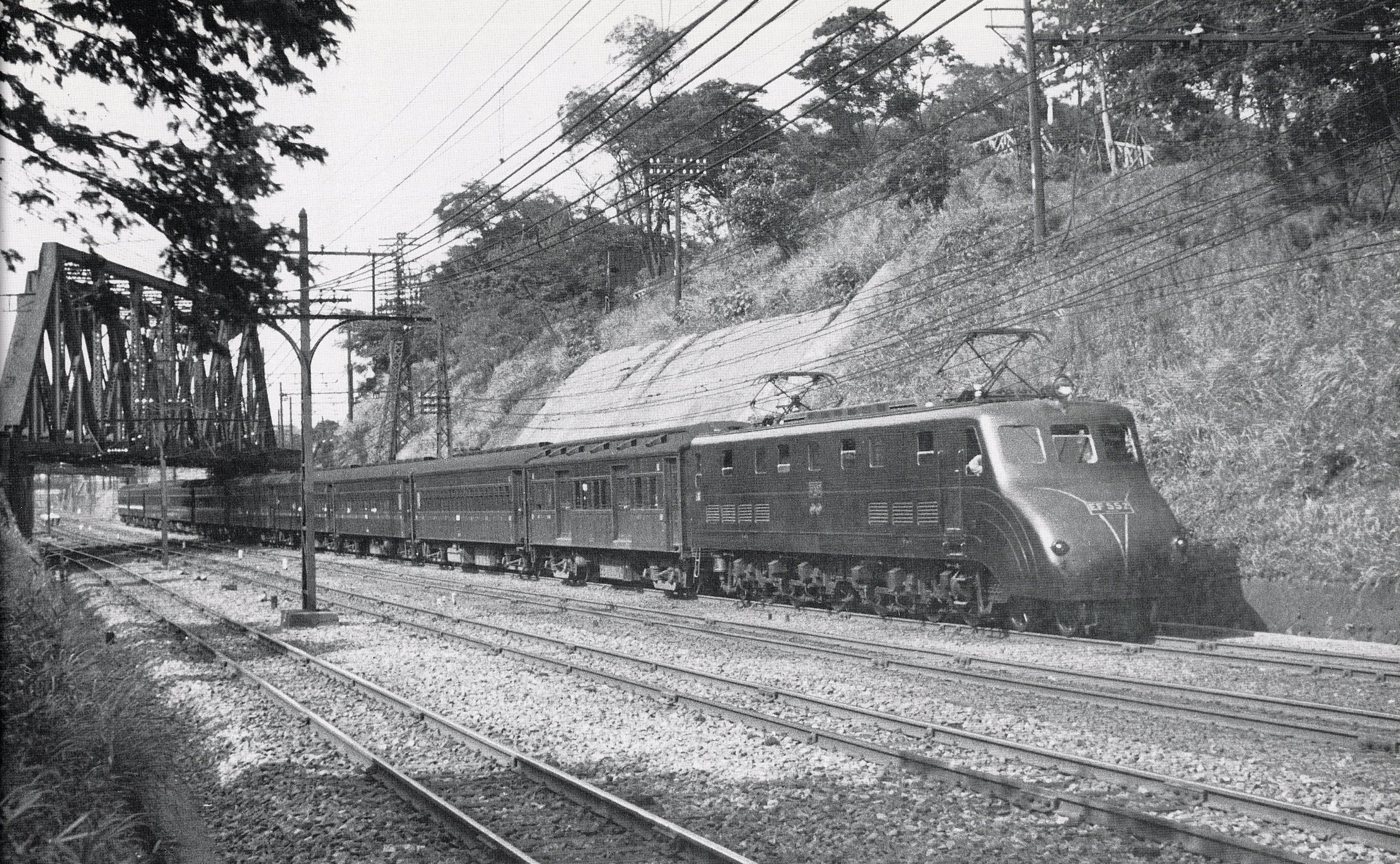
1列車「富士」
（1936年8月4日）

- 1912年（明治45年）6月15日：新橋（駅の位置的には汐留に相当） - 下関間に、一・二等車のみで編成された日本初の特別急行列車として1・2列車が運行開始。最後尾には一等展望車を連結。
運行当時より1・2列車の終着駅であった下関市から日本領朝鮮の釜山へ鉄道省による鉄道連絡船の関釜航路が運航されており、そこから先の朝鮮総督府鉄道と連絡し、中華民国内とシベリア鉄道を経由して、パリ（フランス）からロンドン（イギリス）に至るまでの国際連絡運輸が行われていた。1・2列車はその一翼を担うことにもなるため日本の威信をかけ、当時の最高水準ともいえる設備とサービスを有していた。ソファや本棚が置かれ、一角には貴賓・高官用の特別室を設けた展望車を連結したほか他の当時の多くの列車の食堂車が「和食堂車」であったのに対して1・2列車は高貴な「洋食堂車」を連結していたことなどがその例といえる[注 1]。
- 1914年（大正3年）12月20日：東京駅の開業に伴い、1・2列車は東京駅発着に変更。
- 1926年（大正15年）9月23日：海田市駅付近の集中豪雨に伴う土砂崩壊により1列車が脱線転覆する、いわゆる山陽本線特急列車脱線事故が発生。多数の乗客が死傷し、その中に社会的地位の高い者が少なくなかったことから、木製客車が鋼製客車に置き換えられる契機となった。
- 1927年（昭和2年）8月1日：1・2列車は山陽本線内を夜間に通過する関係から一等展望車の連結区間が東京 - 神戸間に短縮され、神戸駅で切り離された一等展望車は山陽本線内を昼間に通過する急行7・8列車の京都 - 下関間で使用することとなった[10]。
- 1929年（昭和4年）9月15日：特別急行列車に列車愛称を鉄道省が公募により初めて命名。1・2列車を「富士」とした。
この当時も1・2列車は一・二等車のみの編成であった。最後尾の一等展望車には同年11月からテールマークが取り付けられている[注 2]。
また、同年から1930年にかけて、1926年の脱線事故に鑑み「富士」用の鋼製客車が製造され、順次これまで使用されてきた木造客車を置き換える。また、このとき作られた一等展望車は同時期に新築した百貨店の白木屋の内装デザインに似ていることにちなんで「白木屋式」と呼ばれるスマートな洋式内装のものと漆塗りや金メッキ金具を用いた「桃山式」と呼ばれる豪華な装飾が施されたものの2種類が存在した。
- 1930年（昭和5年）
  - 4月：鋼製客車への置き換えに伴い客車の運用が変更され、「富士」の一等展望車は再び東京 - 下関間の全区間で連結されるようになった。
  - 10月1日：「燕」運行開始に伴うダイヤ改正で、「富士」も東海道本線内を中心にスピードアップが行われる。
- 1934年（昭和9年）12月1日：丹那トンネル開通に伴うダイヤ改正で、「富士」にも三等車（三等寝台車を含む）が連結される[11]。
- 1935年（昭和10年）7月15日：「富士」に連結していた一等寝台車（現行ではA寝台車に相当する）マイネ37130号車にシャワー室を設置。ただし同車のみ1両しか改造されなかったため、4日に1本のみであった。使用は一・二等客に限られ、使用する際は車掌から30銭の「浴券」を購入した。しかし4日に1本という運用頻度から利用が低迷し、同年9月20日東京発の列車をもって営業が打ち切られた[12]。なお、鉄道省年報では10月ごろには休止となっている[13]。
- 1937年（昭和12年）7月29日、岡山駅で停車中に臨時普通列車が追突（山陽本線特別急行列車追突事故）。富士側に負傷者が生じなかったことから、大破した展望車を切り離して運転は続行された[14]。
- 1939年（昭和14年）11月：満洲国との輸送量増大による大陸方面への輸送需要が増大したため「富士」は京都 - 下関間で二等寝台車・三等寝台車各1両の増結を開始。
- 1941年（昭和16年）7月：日中戦争の激化による輸送力増強のため三等寝台車の使用を中止。
- 1942年（昭和17年）11月15日：関門トンネル開通に伴い、「富士」の運行区間を東京 - 長崎間に拡大。また上海航路の客船が到着する日には上り列車のみ、それとの連絡を図るため港に隣接した長崎港駅を発着駅とした。
- 1943年（昭和18年）
  - 7月1日：それまでの特急列車を「第一種急行」、急行列車を「第二種急行」とする。「特急列車」の呼称は、制度上はここで消滅している。
  - 10月1日：運行区間を、東京 - 博多間に縮小。
- 1944年（昭和19年）4月1日：大東亜戦争（太平洋戦争）の激化により運行中止。

#### 戦後における「富士」の変遷
第二次世界大戦後における「富士」の名称は、戦前に日本を代表する列車名称であったことから「それにふさわしい列車が出るまでは」と使用に慎重な姿勢が続いた。
結局、1961年10月のダイヤ改正で、列車の増発により、富士の本拠地である静岡県や山梨県とは無関係である、岡山県は宇野に向かい、また四国連絡の特急である列車に使用されたが「機会を逸した」との意見も少なからずあったとされる。
「機会を逸した」とは、例えば「九州特急」の仮称があった「あさかぜ」の設定時に「富士」の名称を用いることが検討されたが採用されず、「ビジネス特急」の仮称があった「こだま」の名称公募の際も"「富士」は将来別途使用の計画がある"という理由で温存され投票対象から除外された。
- 1950年（昭和25年）ごろ：新宿 - 河口湖間で運行された行楽臨時列車に一時「富士」の名称を使用したとされる。これについては、「富士回遊」も参照されたい。
- 1961年（昭和36年）10月1日：東京 - 神戸・宇野間の151系電車特別急行列車に「富士」と命名。「つばめ」「はと」「こだま」と並び東海道本線の昼行特急列車群の一翼を担う。
設定当時、「四国特急」の仮称があったとされる東京 - 宇野間を運行した「（下り）第1富士」、「（上り）第2富士」は当時夜行急行列車だった「瀬戸」と同じく四国連絡列車の1つとなり、その折り返し運用として大阪 - 宇野間を運行する特急「うずしお」が設定された。しかし、東京 - 神戸間を運行した「（下り）第2富士」、「（上り）第1富士」はそれまでの「（下り）第2こだま」、「（上り）第1こだま」を名称変更する形となった。
なお、東京 - 宇野間の765.7kmは当時の昼行電車特急列車運行区間としては最長であった。また、「富士」で号数がつく唯一の例となった。しかし、翌1962年（昭和37年）6月10日で「（下り）第1つばめ」、「（上り）第2つばめ」が広島駅へ延伸されたのに伴い「（下り）第1富士」、「（上り）第2富士」の持っていた最長記録は同列車の894.2kmに更新された。
- 1964年（昭和39年）
  - 4月24日：東海道本線草薙 - 静岡（当時）間を運行中の「（下り）第1富士」が踏切を横断中のダンプカーと衝突。この事故で大破した一等特別席のパーラーカーであるクロ151-7は廃車となった。詳細はクロ151-7脱線大破事故を参照。
  - 9月30日：翌10月1日に控えた東海道新幹線開業により東海道本線の電車特急は新幹線列車へ移行し、全廃されることとなった。このため、昼行列車としての「富士」は廃止。「富士」の名称は下記の寝台特急に移行した。

### 東京対日豊本線夜行列車「高千穂」「富士」
1964年（昭和39年）10月以降、「富士」は日豊本線直通の寝台特急となりそれ以前から既に運行されていた東京 - 西鹿児島間急行列車「高千穂」の上位格の列車となった。翌1965年（昭和40年）10月1日には宮崎県へ乗り入れ、初の同県対東京直通特急となった。
なお「あさかぜ」以来、東京と九州各地を結ぶ寝台特急列車に国鉄での呼称として"九州特急"が知られるが「富士」はそのうち愛称を個別に与えられた最後発列車となった。

#### 東京対九州東部連絡急行「たかちほ」 → 「高千穂」と周辺列車群
- 1951年（昭和26年）11月25日：東京 - 都城間を運行する夜行急行列車として501・502列車が運行を開始する。
東京 - 門司間は、東京 - 熊本間急行31・32列車との併結。大分県・宮崎県からは初の東京直通列車でもあった。
- 1952年（昭和27年）11月：501・502列車に「たかちほ」と命名。同時に31・32列車には「阿蘇」（あそ）の名称が与えられる。
- 1954年（昭和29年）10月1日：「たかちほ」は併結列車を東京 - 博多間急行「玄海」（げんかい）に変更。同時に、半室合造車ながら二等寝台車を連結。
- 1956年（昭和31年）11月19日：「高千穂」は併結を取りやめて全区間単独運転となり、運行距離を延長して東京 - 西鹿児島間の運行とする。同時に食堂車を連結。また、列車愛称も「高千穂」と漢字表記とする。
この時から日本最長距離を走る列車となり、全区間走破には31時間28分を要した。しかし東京駅・大阪駅から西鹿児島駅へは到達時分の短い鹿児島本線経由が一般的であったため、同列車を全区間乗り通す客はそれほどいなかったといわれている。
- 1961年（昭和36年）10月1日：夜行急行列車「ぶんご」が東京 - 大分間で運行開始。また観光団体専用列車として、東京 - 大分・長崎間を運行する「九州観光団体専用列車」（きゅうしゅうかんこうだんたいせんようれっしゃ）が設定される。
- 1963年（昭和38年）6月1日：寝台特急「みずほ」に20系客車を充当。同時に大分駅発着編成を連結する。
このとき20系客車を使用するにあたり初めての二階建て列車として運用された。

#### 最長九州特急「富士」と最長夜行急行「高千穂」
- 1964年（昭和39年）10月1日：東海道新幹線開業に伴うダイヤ改正により、以下のように変更。
  1. 特急「みずほ」の大分駅発着編成の乗り入れを終了。代わりに東京 - 大分間を運行する寝台特急列車として「富士」の運行を新たに開始。「富士」には20系客車を使用する。
    - このとき「富士」の一部客車は下関駅で増解結を行い、大分駅乗り入れ編成は従前の「みずほ」と同じく8両であった。

  2. 「ぶんご」運行を終了する。
- 1965年（昭和40年）10月1日：このときのダイヤ改正により、以下のように変更。
  1. 特急「富士」、運行区間を日豊本線経由で西鹿児島駅まで延長。
東京 - 西鹿児島間1,574.2kmを実に24時間以上かけて運行することから同じ区間を走る「高千穂」とならび、日本最長運転の定期旅客列車となった。なお、この日本記録は「高千穂」が1975年（昭和50年）3月10日に廃止され、「富士」が1980年（昭和55年）10月1日に運行区間を短縮して以降破られていない[注 3][注 4][注 5][注 6]。
  2. 「九州観光列車」の名称を「九州第1観光号」に変更。また、大分駅発の上りのみ運行となる。
- 1967年（昭和42年）10月1日：「九州第1観光号」の名称を行き先毎に変更し同列車の長崎駅編成に「五島」（ごとう）、大分駅編成に「くにさき」の名称が与えられる。
- 1968年（昭和43年）10月1日：このときのダイヤ改正により、以下のように変更。
  1. 「富士」は、下関駅発着の編成を大分駅発着に変更。
  2. 「高千穂」は、鹿児島本線経由の急行「霧島」との併結列車とし、寝台車・食堂車連結を廃止。[注 7]
  3. 「くにさき」運行区間を新大阪駅・大阪 - 大分間に短縮。「べっぷ（下り）3号、（上り）2号」に名称を変更する。
- 1970年（昭和45年）10月1日：「高千穂」に併結される鹿児島本線急行列車の名称を「桜島」（さくらじま）に変更。
- 1972年（昭和47年）3月15日：「桜島」の食堂車の連結を終了。
- 1975年（昭和50年）3月10日：山陽新幹線博多駅乗り入れに伴うダイヤ改正により、以下のように変更。

1. 「富士」、使用車両を24系24形客車に変更。このときの編成図はこちらを参照されたいが「はやぶさ」「出雲」と運用上も同じとした。オシ14形0番台からの改造車オシ24形100番台「食堂車」の連結開始。
2. 急行「高千穂」を名古屋 - 宮崎間の臨時列車に格下げ。

| B寝台      | B寝台    | B寝台    | B寝台    | B寝台    | B寝台    | B寝台      | B寝台      | 食堂車 | B寝台    | B寝台    | B寝台    | A寝台    |            |
| ---------- | -------- | -------- | -------- | -------- | -------- | ---------- | ---------- | ------ | -------- | -------- | -------- | -------- | ---------- |
| 13号車     | 12号車   | 11号車   | 10号車   | 9号車    | 8号車    | 7号車      | 6号車      | 5号車  | 4号車    | 3号車    | 2号車    | 1号車    | 電源車     |
| オハネフ24 | オハネ24 | オハネ24 | オハネ24 | オハネ24 | オハネ24 | オハネフ24 | オハネフ24 | オシ24 | オハネ24 | オハネ24 | オハネ24 | オロネ24 | カニ24     |
| 「東京     | ー       | ー       | ー       | ー       | ー       | 大分」     | 「東京     | ー     | ー       | ー       | ー       | ー       | 西鹿児島」 |

#### 九州特急凋落の時代と「富士」
- 1976年（昭和51年）10月1日：このときのダイヤ改正により使用車両を24系24形客車から24系25形客車に置き換え。「はやぶさ」「出雲」とともに東京発着の定期寝台特急初の2段B寝台車を投入。同時に新形の1人用個室A寝台、「オロネ25形車両」も連結される[注 8]。「食堂車」は引き続きオシ24形を使用。
- 1978年（昭和53年）2月1日：20系で運行されていた「あさかぜ」1・4号（いわゆる博多「あさかぜ」）の24系25形化に伴い食堂車を捻出するため、食堂車が基本編成から大分回転の付属編成に入れ替えられた。なお同様の措置は共通運用だった「はやぶさ」「出雲」でも行われた。 → 当時の編成図はこちらを参照されたい。
当時の国鉄では需要減が続いていた在来線の食堂車を新製しない方針であったため、この頃には既に九州南部の末端区間における食堂利用率が極端に低下していたことから、運行時間がほぼ丸一日となる「富士」「はやぶさ」の食堂車を途中駅折り返しとすることで終着駅での滞泊をなくし、車両基地であった品川客車区に戻る日を一日ずつ早めることで、博多「あさかぜ」用に必要車両数を確保した。

この年、東京 - 下関間の牽引機関車をEF65形の500番台（P形）から1000番台7次車に変更。
- 1979年（昭和54年）9月25日 ：日豊本線全線電化により宮崎 - 西鹿児島間の牽引機であるDF50形ディーゼル機関車による牽引を廃止。ED76による牽引は終点の西鹿児島駅まで延長された。
- 1980年（昭和55年）10月1日：ダイヤ改正で、利用者の減少により運行区間を宮崎駅までに短縮。これにより、日本最長距離特急の座を「はやぶさ」に譲る。

宮崎 - 西鹿児島間廃止時の停車駅
宮崎駅 - 都城駅 - 霧島神宮駅 - 隼人駅 - 鹿児島駅 - 西鹿児島駅
- 1984年（昭和59年）
  - 2月1日：廃止されていた九州内のヘッドマーク取り付けが復活。
  - 10月19日：西明石駅を通過中の上り「富士」が脱線してホームに激突、32名が負傷するいわゆる西明石駅列車脱線事故が発生。
- 1985年（昭和60年）3月14日：東京 - 下関間の牽引機をEF66形に変更。また、これを機にヘッドマークを円形から戦前の「富士」同様の山型のものに変更した。なおヘッドマークは当初「葛飾北斎の赤富士」を模したデザインも検討され、運行を担当する下関運転所内で実際に製作まで行われたがこちらは本採用には至らなかった[15][注 9]。
- 1986年（昭和61年）
  - 3月3日：オハネ24形3両から改造された4人用B個室寝台車（オハネ24形700番台）「カルテット」の連結を開始。
  - 11月1日：ダイヤ改正より客車の受持ちを品川客車区から鹿児島運転所（基本編成）、熊本客貨車区（付属編成）へ変更。再び「はやぶさ」と共通編成となり、オハネ14形2両から改造された（オハ24形700番台）「ロビーカー」を連結開始。下関〜大分間はEF81形400番台の牽引となった。

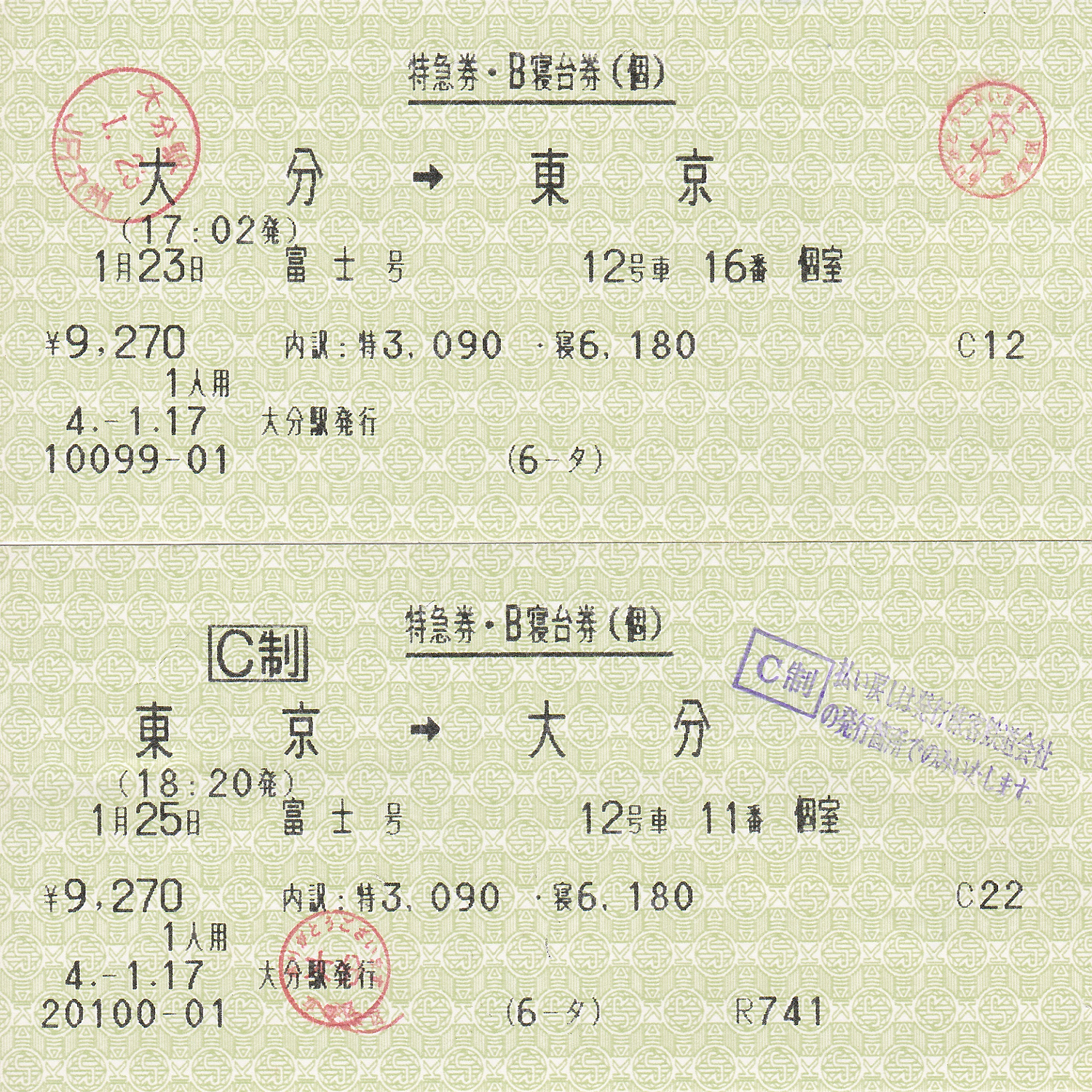
富士号の特急券・B寝台券（個）

- 1989年（平成元年）3月11日：オハネ25形100番台から改造された1人用B個室寝台車「ソロ」（オハネ25形1000番台）の連結を開始。編成図はこちらを参照されたい。
- 1990年（平成2年）3月10日：運行区間を南宮崎駅まで1駅延長。
- 1991年（平成3年）3月16日：東日本旅客鉄道（JR東日本）東京車掌区が「成田エクスプレス」運行開始に伴う人員確保のため「富士」からの乗務を降り、JR九州大分車掌区（現・大分鉄道事業部大分車掌センター）が全区間を担当することになった。
- 1993年（平成5年）3月18日：食堂車が営業中止となり、売店営業のみに変更[16]。また、博多地区の通勤輸送改善のため、下り列車の東京 - 小倉間のダイヤが「はやぶさ」と差し替えられて「富士」の南宮崎駅到着が1時間9分繰り上がった。
- 1997年（平成9年）11月29日：運行区間を大分駅までに短縮[17]。また、食堂車オシ24形の連結終了。最終的な24系25形のみで運行された編成図はこちらを参照されたい。
終点大分駅到着後、編成を2分割にする作業を実施していた。これは、折返しの清掃等を行う大分運転所がフル編成で入区できないためであり、上りの東京行きでも大分駅でフル編成にする作業を実施していた。

大分 - 南宮崎間廃止時の停車駅
大分駅 - 臼杵駅 - 津久見駅 - 佐伯駅 - 延岡駅 - 日向市駅 - 高鍋駅 - 宮崎駅 - 南宮崎駅
- 下り列車が大分駅で「にちりん」3号を、上り列車が中津駅で「にちりん」20号を先行させるダイヤとなっていた。

#### 九州特急の終焉
- 1999年（平成11年）12月4日：寝台特急列車の系統整理により、東京駅よりJR九州管内を結ぶ寝台特急列車は「さくら・はやぶさ」と「富士」の2往復のみとなった。また、「富士」の担当車掌区がJR西日本下関乗務員センターに変更。ただし、上りの広島 → 東京間のみ広島車掌区が担当した。

- 変更概要は以下の通り。

- 「さくら」は長崎鉄道事業部長崎運輸センター所属の14系客車の6両編成、「はやぶさ」は熊本鉄道事業部熊本運輸センター所属の24系客車9両となり、東京駅 - 鳥栖駅間で「はやぶさ」「さくら」として併結運転を行った。
- 従来「はやぶさ」「富士」は共通運用であったため、「富士」編成は「はやぶさ」編成の24系25形客車9両と「さくら」編成の14系客車6両を併結した15両編成となった。
- また、編成単位での14系客車と24系客車の併結運転は史上初であり、サービス用電源はそれぞれ各編成の連結する電源車（カニ24形及びスハネフ14・15形）から供給された。なお、14系客車には非常時等に備え、併結運転対応工事が施された。
- 6両編成となった「さくら」には、従前「はやぶさ」及び「富士」に連結されていたオハネ25形1000番台（1人用B個室寝台車「ソロ」）を改造したオハネ15形2000番台が連結されたが、開放型A寝台車（オロネ14形）と食堂車（オシ14形）の連結は終了した。オロネ14形、オシ14形の運用離脱により、残る14系14形はスハネフ14形のみとなり、これ以降、24系25形からの編入改造車を含む14系15形が主体の編成となった。
- 「富士」・「はやぶさ」の24系編成には引き続き個室A寝台車「シングルデラックス」・「ロビーカー」が連結されたが、「ソロ」については前述の通り改造の上で14系編成に移された。また、オハネ25形2両をオハネ15形1100番台に追加改造し、14系編成に組み込んだ。

- 2002年（平成14年）3月23日：「さくら」の開放式B寝台を1両、「はやぶさ」は2両減車。「さくら」は5両編成、「はやぶさ」は7両編成、「富士」は12両編成での運行となる。

- 2004年（平成16年）2月：九州新幹線開業に伴い西鹿児島駅が鹿児島中央駅に改称するのを記念し、東京（品川） → 西鹿児島間を下り列車のみ団体専用列車「懐かしの富士号」として復活運転。なお、通常通りのダイヤで定期列車も運行されていた。
- 2005年（平成17年）3月1日：ダイヤ改正で「はやぶさ」に併結していた「さくら」が廃止、同時に「富士」は「はやぶさ」との併結列車となり、使用車両は全車14系客車となった[5]。これに伴い「ロビーカー」と荷物車の連結がなくなり、小荷物輸送の「ブルートレイン便」の取扱いも終了した。
改正に先立ち、オロネ25形をオロネ15形3000番台に改造するため下りは1月12日から2月22日まで、上りは1月13日から2月23日までの間、個室A寝台「シングルデラックス」の連結を中止していた。
また、運行変更に伴う車両回送列車は以下のような手順で行われた。
  - 2005年3月1日に東京駅到着後、田町車両センターへ回送し旧「さくら・はやぶさ」、旧「富士」の14系客車を分割後、2編成併結の上、下り「富士・はやぶさ」となった。24系客車については3月2日発で品川から熊本へ2編成併結で返却回送された。3月1日着下り「富士」の24系客車については大分駅で分割後熊本へ回送された。

| 所属     | 熊本鉄道事業部                 | 熊本鉄道事業部                 | 熊本鉄道事業部                 | 熊本鉄道事業部                 | 熊本鉄道事業部              | 熊本鉄道事業部              | 熊本鉄道事業部              | 長崎鉄道事業部              | 長崎鉄道事業部              | 長崎鉄道事業部              | 長崎鉄道事業部              | 長崎鉄道事業部              | 長崎鉄道事業部 |
| 号車     | 電源車                         | 1                              | 2                              | 3                              | 4                           | 5                           | 6                           | 7                           | 8                           | 9                           | 10                          | 11                          | 12             |
| 客車形式 | カニ24 9                       | オハネフ25 112                 | オハネ25 183                   | オハネ25 244                   | 欠車                        | オハ24 701                  | オハネフ25 144              | スハネフ14 6                | オロネ15 3004               | オハネ15 2003               | オハネ15 1202               | オハネ15 1201               | スハネフ15 21  |
| 機関車   | 東京 → 下関間：EF66 47（下関） | 東京 → 下関間：EF66 47（下関） | 東京 → 下関間：EF66 47（下関） | 東京 → 下関間：EF66 47（下関） | 下関 → 門司間：EF81（大分） | 下関 → 門司間：EF81（大分） | 下関 → 門司間：EF81（大分） | 下関 → 門司間：EF81（大分） | 門司 → 大分間：ED76（大分） | 門司 → 大分間：ED76（大分） | 門司 → 大分間：ED76（大分） | 門司 → 大分間：ED76（大分） |                |

| 所属     | 熊本鉄道事業部              | 熊本鉄道事業部              | 熊本鉄道事業部              | 熊本鉄道事業部              | 熊本鉄道事業部              | 熊本鉄道事業部              | 熊本鉄道事業部              | 長崎鉄道事業部              | 長崎鉄道事業部                 | 長崎鉄道事業部                 | 長崎鉄道事業部                 | 長崎鉄道事業部                 | 長崎鉄道事業部 |
| 号車     | 電源車                      | 1                           | 2                           | 3                           | 4                           | 5                           | 6                           | 7                           | 8                              | 9                              | 10                             | 11                             | 12             |
| 客車形式 | カニ24 3                    | オハネフ25 149              | オハネ25 113                | オハネ25 182                | 欠車                        | オハ24 703                  | オハネフ25 110              | スハネフ15 2                | オロネ15 3001                  | オハネ15 2001                  | オハネ15 1102                  | オハネ15 3                     | スハネフ15 20  |
| 機関車   | 大分 → 門司間：ED76（大分） | 大分 → 門司間：ED76（大分） | 大分 → 門司間：ED76（大分） | 大分 → 門司間：ED76（大分） | 門司 → 下関間：EF81（大分） | 門司 → 下関間：EF81（大分） | 門司 → 下関間：EF81（大分） | 門司 → 下関間：EF81（大分） | 下関 → 東京間：EF66 50（下関） | 下関 → 東京間：EF66 50（下関） | 下関 → 東京間：EF66 50（下関） | 下関 → 東京間：EF66 50（下関） |                |

- 2009年（平成21年）
  - 2月1日 - 2月28日：列車廃止間近の特需への対応策として、上り列車に限り大分 → 小倉間では乗車券と指定席特急券でB寝台に乗車することを可能にした[18]。
  - 3月13日：この日に始発駅を発車する列車をもって「富士」「はやぶさ」ともに廃止。これにより、関門トンネルを越えて運行する定期旅客優等列車自体が運行されなくなった。なお、ラストランは上り・下りともに大幅に遅延した[19]。

| 編成     | はやぶさ編成・東京 → 熊本間    | はやぶさ編成・東京 → 熊本間    | はやぶさ編成・東京 → 熊本間    | はやぶさ編成・東京 → 熊本間     | はやぶさ編成・東京 → 熊本間     | はやぶさ編成・東京 → 熊本間     | 富士編成・東京 → 大分間        | 富士編成・東京 → 大分間        | 富士編成・東京 → 大分間        | 富士編成・東京 → 大分間        | 富士編成・東京 → 大分間        | 富士編成・東京 → 大分間        |
| 所属     | 熊本鉄道事業部                 | 熊本鉄道事業部                 | 熊本鉄道事業部                 | 熊本鉄道事業部                  | 熊本鉄道事業部                  | 熊本鉄道事業部                  | 熊本鉄道事業部                 | 熊本鉄道事業部                 | 熊本鉄道事業部                 | 熊本鉄道事業部                 | 熊本鉄道事業部                 | 熊本鉄道事業部                 |
| 号車     | 1                              | 2                              | 3                              | 4                               | 5                               | 6                               | 7                              | 8                              | 9                              | 10                             | 11                             | 12                             |
| 客車形式 | スハネフ15 1                   | オロネ15 3004                  | オハネ15 2005                  | オハネ15 1202                   | オハネ15 1122                   | スハネフ14 12                   | スハネフ15 2                   | オロネ15 3001                  | オハネ15 2004                  | オハネ15 1246                  | オハネ15 1102                  | スハネフ14 6                   |
| 機関車   | 東京 → 下関間：EF66 53（下関） | 東京 → 下関間：EF66 53（下関） | 東京 → 下関間：EF66 53（下関） | 下関 → 門司間：EF81 411（大分） | 下関 → 門司間：EF81 411（大分） | 下関 → 門司間：EF81 411（大分） | 門司 → 熊本間：ED76 94（大分） | 門司 → 熊本間：ED76 94（大分） | 門司 → 熊本間：ED76 94（大分） | 門司 → 大分間：ED76 90（大分） | 門司 → 大分間：ED76 90（大分） | 門司 → 大分間：ED76 90（大分） |

| 編成     | 富士編成・大分 → 東京間        | 富士編成・大分 → 東京間        | 富士編成・大分 → 東京間        | 富士編成・大分 → 東京間        | 富士編成・大分 → 東京間        | 富士編成・大分 → 東京間        | はやぶさ編成・熊本 → 東京間     | はやぶさ編成・熊本 → 東京間     | はやぶさ編成・熊本 → 東京間     | はやぶさ編成・熊本 → 東京間    | はやぶさ編成・熊本 → 東京間    | はやぶさ編成・熊本 → 東京間    |
| 所属     | 熊本鉄道事業部                 | 熊本鉄道事業部                 | 熊本鉄道事業部                 | 熊本鉄道事業部                 | 熊本鉄道事業部                 | 熊本鉄道事業部                 | 熊本鉄道事業部                  | 熊本鉄道事業部                  | 熊本鉄道事業部                  | 熊本鉄道事業部                 | 熊本鉄道事業部                 | 熊本鉄道事業部                 |
| 号車     | 1                              | 2                              | 3                              | 4                              | 5                              | 6                              | 7                               | 8                               | 9                               | 10                             | 11                             | 12                             |
| 客車形式 | スハネフ15 20                  | オロネ15 3006                  | オハネ15 2003                  | オハネ15 4                     | オハネ15 2                     | スハネフ14 11                  | スハネフ15 21                   | オロネ15 3002                   | オハネ15 2002                   | オハネ15 3                     | オハネ15 1                     | スハネフ14 3                   |
| 機関車   | 熊本 → 門司間：ED76 90（大分） | 熊本 → 門司間：ED76 90（大分） | 熊本 → 門司間：ED76 90（大分） | 大分 → 門司間：ED76 94（大分） | 大分 → 門司間：ED76 94（大分） | 大分 → 門司間：ED76 94（大分） | 門司 → 下関間：EF81 411（大分） | 門司 → 下関間：EF81 411（大分） | 門司 → 下関間：EF81 411（大分） | 下関 → 東京間：EF66 42（下関） | 下関 → 東京間：EF66 42（下関） | 下関 → 東京間：EF66 42（下関） |

#### 復活運転
- 2014年
  - 12月19日 : 東京駅開業100周年記念ツアーの団体臨時列車として東京 → 伊東間で下りのみ復活運転[20] [21]。使用された車両は青森車両センター（現・盛岡車両センター青森派出所）配置の24系24形客車で、高崎車両センター高崎支所配置のEF65 501が全区間を牽引。機関車の区名札は東京機関区を表す「東」が再現された。

## ギャラリー
- EF65形により運行されていた頃の「富士」
（1978年3月 新下関駅 - 幡生駅間）
- DF50形により西鹿児島駅まで運行されていた頃の「富士」
（1978年12月 田野駅 - 青井岳駅間）
- 最終運行日の東京駅に到着する「富士・はやぶさ」
（2009年3月）
- 東京駅10番線ホームの時刻表示
（2009年3月）
- 寝台車の通路
- 寝台上段
- 寝台下段
- 7号車の洗面台
- 9号車「ソロ」の入口